# Captain Tsubasa
Pour le jeu vidéo sorti en 1988, voir Captain Tsubasa (jeu vidéo, 1988). Pour l'anime de 1983, voir Olive et Tom. Pour l'anime de 2018, voir Captain Tsubasa (série télévisée, 2018).
Pour les articles homonymes, voir Tsubasa.
 (juillet 2016).
Si vous disposez d'ouvrages ou d'articles de référence ou si vous connaissez des sites web de qualité traitant du thème abordé ici, merci de compléter l'article en donnant les références utiles à sa vérifiabilité et en les liant à la section « Notes et références ».
 (juillet 2021).
Autre
Captain Tsubasa (キャプテン翼, Kyaputen Tsubasa), également connu sous le titre Olive et Tom en France, est un manga de Yōichi Takahashi. Il a été prépublié dans le Weekly Shōnen Jump entre 1981 et 1988 et a été compilé en un total de 37 volumes. L'intégralité de la version française du manga est éditée par J'ai lu puis par Glénat. De nombreuses suites sont ensuite publiées depuis 1994.
À la suite du succès du manga, une adaptation en anime par le studio Tsuchida Production est diffusée sur TV Tokyo. En France, l'anime a été diffusé pour la première fois le 5 septembre 1988 sur La Cinq sous le nom Olive et Tom, et puis à travers d'autres chaines. Une nouvelle adaptation en anime par le studio David Production intitulée Captain Tsubasa est diffusée du 2 avril 2018 au 1er avril 2019 sur TV Tokyo au Japon et en simulcast sur Anime Digital Network dans les pays francophones, puis sur TF1 et TFX à partir du 30 juin 2019.

## Synopsis
Le manga raconte les aventures de Tsubasa Ozora, joueur de football exceptionnel dont le seul but est d'offrir la Coupe du monde de football au Japon. Le personnage est inspiré du parcours de Musashi Mizushima, mais est également identifié au joueur Kazuyoshi Miura.
C'est l'histoire d'un jeune garçon du nom de Tsubasa Ōzora (Olivier Atton), qui est fan de foot et excellent joueur. Un jour, il rencontre Roberto Hongô (Roberto Sedinho), un joueur mondialement connu ayant joué pour le Brésil. Il est venu au Japon car le père de Tsubasa lui a conseillé un bon médecin qui pourrait soigner son décollement de rétine. Mais il ne fait que lui répéter ce que lui ont dit les autres docteurs. Aussi, Roberto commence à entraîner Tsubasa et abandonne sa prestigieuse carrière.

## Équipes
De nombreuses équipes de football s'affrontent dans la série Captain Tsubasa. Les plus connues d'entre elles sont :
Nankatsu SC, la « New Team » en version française.
Nankatsu SC est l'équipe née de la fusion entre les écoles de Nankatsu Sho (New Pie), Shutetsu (San Francis), Nishigaoka (Naughty Boys), Yamabuki (York Town) et Mizukoshi. C'est l'équipe d'un des héros de la série, Genzō Wakabayashi (Thomas Price). Il représente la préfecture de Shizuoka lors du tournoi du inter-écoles et inter-collèges trois ans plus tard. Le capitaine est Tsubasa Ozora.
Le maillot de foot de Nankatsu change selon l'arc dans l'anime de 1983 : durant l'arc du tournoi des primaires, la lettre « N » est plus ronde et le liseré du maillot est bleu. Durant l'arc du tournoi des collèges, le logo est plus carré et le liseré est rouge.
Meiwa FC, la « Muppet » en version française.
Meiwa FC est la principale équipe adverse de la Nankatsu SC, qui représente la préfecture de Saitama au tournoi inter-écoles, la première où Kojirō Hyūga (Mark Landers) est comme capitaine de facto mais Takeshi Sawada (Dani Mellow) porte le brassard de capitaine
Le maillot de Meiwa est noir sans col, l'emblème est un kanji blanc 和.
Hanawa FC, la « Hot Dog » en version française.
Hanawa FC est une équipe célèbre pour son jeu aérien et combiné avec les jumeaux Tachibana (les frères Derrick) qui représente la préfecture de Akita dans le tournoi inter-écoles et inter-collèges trois ans plus tard. Le capitaine de l’équipe est Kazuo Tachibana.
Le maillot de Hanawa est violet avec un « H » jaune comme emblème.
Musashi FC, la « Mambo » en version française
Musashi FC est une équipe de sélection d'écoles élémentaires de la ville de Mushashino qui représente la préfecture de Tokyo dans le tournoi inter-écoles. Le capitaine de l'équipe est le « Jeune Noble du Terrain » Jun Misugi (Julian Ross).
Le maillot de Musashi est blanc avec des rayures bleues et rouges autour des épaules. L'emblème est un kanji violet « 武蔵 ».
Furano FC, la « Flynet » en version française
Furano FC est une équipe connue pour son jeu collectif. Il représente la préfecture de Hokkaido dans le tournoi inter-écoles et inter-collèges trois ans plus tard. Le capitaine de l'équipe est Hikaru Matsuyama (Philippe Callaghan).
Le maillot de Furano est rose pâle avec un col bordeaux. L'emblème est un « F » rouge.
Tōhō
Tōhō est une équipe collégienne de la Tōhō Academy où Kojirō Hyūga a obtenu sa bourse. Après son entrée, Takeshi Sawada et Ken Wakashimazu (Ed Warner) sont allés le rejoindre. Cette fois, Hyûga est le capitaine de l'équipe.
Le maillot de la Tōhō est noir avec des manches blanches et des rayures noires aux épaules. L'emblème est un kanji Tōhō.

## Manga

### Série originale
La série Captain Tsubasa est publiée initialement de 1981 à 1988 pour un total de 37 volumes parus.
- Titres des volumes en version française :

1. Voler de ses propres ailes
2. L'enfant de dieu
3. Vers La Gloire ...
4. En route vers le rêve !!
5. L'embuscade
6. Alors, prêts pour le tournoi décisif ?
7. Coup d'envoi du face-à-face tant espéré
8. La renaissance d'un champion !!
9. En route pour la finale !!
10. Une contre-attaque flamboyante !!
11. Coup d'envoi des prolongations !
12. Le moment de gloire !
13. Les compétitions d'été commencent !
14. Le faucon contre Tsubasa
15. Misugi contre Hyûga
16. La démonstration de force
17. De nouveau sur le champ de bataille
18. Tsubasa, le phénix
19. no 10 contre no 10
20. Et le phénix s'envola !!
21. L'inévitable nouvelle confrontation
22. Tôhô, le roi !!
23. Duel passionné entre le Tigre et Tsubasa !!
24. Une victoire à trois
25. En route pour l'avenir
26. Les joueurs pros !
27. Encore un autre joueur de talent !
28. Grand rassemblement à Paris !!
29. Le duo magique renaît !!
30. Ne jamais renoncer…
31. Le match France - Japon commence !
32. Les grands fauves sortent leurs griffes
33. Se défendre jusqu'à la mort !
34. La finale des lions !
35. L'espoir de devenir le meilleur du monde !
36. Le serment fait au ciel
37. Vers une nouvelle ère !

### Suites
- 1994-1997 : Captain Tsubasa - World Youth, 18 volumes (J'ai lu)
- 2001-2004 : Captain Tsubasa: Road to 2002, 15 volumes
- 2005-2008 : Captain Tsubasa: Golden 23, 12 volumes
- 2009 : Captain Tsubasa: Kaigai Gekito Hen In Calcio, 2 volumes
- 2010-2012 : Captain Tsubasa: Kaigai Gekito Hen En La Liga, 6 volumes
- 2013-2023 : Captain Tsubasa: Rising Sun, 18 volumes
- 2023-2024 : Captain Tsubasa: Rising Sun The Final, 2 volumes

### Histoires courtes
- 1987 : Moi Taro Misaki, 1 volume (J'ai lu)

One-shot se situant chronologiquement au tome 13 de la série principale et contant l'histoire de Taro Misaki.
- 1996 : Captain Tsubasa - World Youth Special (Saikyô no Teki Hollanda Youth!), 1 volume (J'ai lu)

One-shot se situant chronologiquement entre le tome 37 de la série principale et la série World Youth.
- 2000 : Captain Tsubasa - Dream Field, 2 volumes
- 2000 : Captain Tsubasa - Millenium Dream
- 2002 : Road to 2002 Final Countdown
- 2002 : Captain Tsubasa: Golden Dream
- 2005 : Captain Tsubasa: 25th Anniversary
- 2006 : Captain Tsubasa: Golden 23 Japan Dream 2006

#### Captain Tsubasa - Millenium Dream
Ce one-shot de Captain Tsubasa se place chronologiquement en l'an 2000 mais ne s'inscrit pas dans l'histoire principale. Ce manga est totalement un hors-série de la saga et à l'image du titre, il résume le rêve caché de Yōichi Takahashi, c'est-à-dire de faire fusionner l'équipe actuelle du Japon avec ses propres personnages.
Ce court volume était offert avec un des tomes japonais de Captain Tsubasa: Road to 2002. À noter que ce one-shot a été dessiné par Takahashi pour encourager l'équipe du Japon pour les JO de Sydney.
Ce volume nous montre donc une finale des Jeux olympiques où le Japon affronte le Brésil. De vrais joueurs comme Nakata, Ono, Matsuda, Miyamoto, etc. auxquels s'ajoutent Tsubasa Ozora, Kojirō Hyūga, Genzō Wakabayashi, Shingo Aoi, etc. affrontent l'équipe du Brésil possédant également ce mélange. Carlos Santana joue aux côtés de Rivaldo, Ronaldo, Roberto Carlos.
Le Brésil domine mais ne marque pas grâce aux talents de Genzō Wakabayashi.
Kojirō Hyūga ne touche pas de ballon, Shingo Aoi est sur le banc et Tsubasa Ozora est absent pour cause de blessure. C'est alors l'occasion d'un flash-back du parcours du Japon. Après des matches de préparation et les matches de groupe, les nippons se qualifient finalement en demi-finale face à l'Espagne. Le Japon se qualifie grâce à deux buts de Kojirō Hyūga mais c'est lors de ce match que Tsubasa Ozora se blesse gravement. Avec l'accord du sélectionneur Troussier, il rejoint en secret Tarō Misaki (alors joueur du PSG) qui doit lui présenter une personne. Il s'agit de Shunkô Shô, international chinois qui propose à Tsubasa de soigner sa blessure par l'acupuncture. Il lui présente également les risques d'un tel traitement mais Tsubasa Ozora accepte quand même. Il fait alors son entrée en cours de match, en même temps que Shingo Aoi, à la surprise de tous.
L'équipe nippone se métamorphose alors avec l'entrée de Tsubasa Ozora. Les japonais arrivent finalement à égaliser sur une superbe action de Tsubasa Ozora et Kojirō Hyūga. Le Brésil annonce qu'il n'a pas encore perdu! Mais le match s'arrête sur le retour des douleurs de Tsubasa… Nous découvrons que l'histoire vécue était en fait un match de jeu vidéo joué par un enfant.

### Séries dérivées
Captain Tsubasa: Kids Dream, en cinq tomes, dessiné par Kunikazu Toda entre 2018 et 2022.
Captain Tsubasa: Boys Dream, dessiné par Kunikazu Toda depuis 2022.
Captain Tsubasa Memories, composé de plusieurs histoires courtes publiées entre 2018 et 2021 et regroupées en un volume.

## Anime

### Série télévisée
- 1983 : Captain Tsubasa: Olive et Tom (Captain Tsubasa). En 128 épisodes. Cette série adapte les 25 premiers tomes du manga original.

Arc 1 : Shôgakusei Hen (Épisodes 001 à 056) [Partie Primaire]
Arc 2 : Chûgakusei Hen (Épisodes 057 à 128) [Partie Collège]
- 1994 : Captain Tsubasa J (キャプテン翼Ｊ, Captain Tsubasa J?). En 47 épisodes.

Saison 1 [Épisodes 01 à 33] : Remake de la première saison de la série originale, Captain Tsubasa
Saison 2 [Épisodes 34 à 47] : World Youth
- 2001 : Olive et Tom : Le Retour (Captain Tsubasa version 2001) (Captain Tsubasa). En 52 épisodes :

Saison 1 (Épisodes 01 à 19) : Road to Dream
Saison 2 (Épisodes 20 à 35) : Road to Sky
Saison 3 (Épisodes 36 à 52) : Road to Victory
- 2018 : Captain Tsubasa. En 52 épisodes.
- 2023 : Captain Tsubasa Season 2 Junior Youth arc. En 39 épisodes.

### OAV
1. Tsubasa yo habatake ! Sekai e no chōsen / Déploies tes ailes, Tsubasa ! À la conquête du monde !
2. Haiboku ! Zero kara no sasishuppatsu / La défaîte ! Un nouveau départ !
3. Fukkatsu ! Golden combi / Le retour du "Tandem d'Or" !
4. Shuketsu ! Sekai no rival tachi / Les rivaux du monde entier sont réunis !
5. Taiketsu ! Fernandez o taose / Le choc ! Il faut battre Fernandez !
6. Hasshin ! J-Boys soccer / En avant, football japonais !
7. Hakunetsu ! Tensai Dias tai Zen Nippon / Rencontre "explosive" ! Le prodige Dias contre le Japon !
8. Kessen ! Besto 4 no gekitotsu / La bataille finale ! Confrontation entre les 4 meilleures équipes !
9. Hogeki ! Home town decision o yabure / Contre-attaquer, pour renverser l'avantage à domicile !
10. Gekito ! Chimamire no shishu / Affrontement décisif pour une défense ensanglantée !
11. Kessho ! Kotetsu no kyojin ni idome / La finale ! Défier le géant d'acier !
12. Oigeki ! Sekai ichi ga mieta / A la poursuite du titre de no 1 mondiaux !
13. Tsubasa yo habatake ! Ozora e no chikai / Déploies tes ailes ! Le serment fait au ciel !

### Films d'animation
- 1985 : Olive et Tom : Match Amical (Europa Daikessen)
- 1985 : Olive et Tom : La Revanche (Ayaushi ! Zen Nippon Jr.)
- 1986 : Olive et Tom : La Sélection (Asu ni Mukatte Hashire)
- 1986 : Olive et Tom : La Coupe du monde (Sekai Daikessen Jr. World Cup)

### Correspondances entre le manga et les différentes versions animées
Les mangas Captain Tsubasa (1 à 37) correspondent à la série Captain Tsubasa (128 Ep.) + Shin Captain Tsubasa (13 OAV).
La série Captain Tsubasa J - World Youth correspond aux mangas 1 à 7/18 de Captain Tsubasa - World Youth.
Le film Saikyô no Teki ! Hollanda Youth correspond au manga Saikyô no Teki ! Hollanda Youth.
Les mangas Road to 2002 et les mangas 8 à 18/18 de Captain Tsubasa - World Youth n'ont pas d'équivalent en version animée.

## Musiques
- Captain Tsubasa Music Field Game 1
- Captain Tsubasa Music Field Game 2
- Captain Tsubasa Music Field Game 3
- Captain Tsubasa: Song of Kickers Shoot 1
- Captain Tsubasa Best 11
- Captain Tsubasa  BGM
- Captain Tsubasa J
- Captain Tsubasa no Subete
- Shin Captain Tsubasa
- Captain Tsubasa Jump Animation (The Holland Special OST)
- Captain Tsubasa Complete Collection (4 CD)

## Autres médias

### Jeux de plateau
Olive et Tom : Classico (2018). Par Castelmore. Pour 2 joueurs pour une durée de 40 minutes. Sélectionnez vos footballeurs en fonction de leurs aptitudes et construisez votre équipe. Disposez vos joueurs afin de mettre au point votre tactique. Puis lancer les dés pour déclencher les passes jusqu'au but.

### Jeux de cartes à collectionner
Captain Tsubasa Trading Card Game (2002). Par Konami. 2 joueurs, 60 minutes.

### Jeux vidéo
À l'exception des versions DS, iOS et Android, la majorité de ces jeux ne sont parus qu'au Japon et seul le dernier jeu en date sur consoles de salon a eu droit à une sortie mondiale
- 1988 : Captain Tsubasa sur NES (développement et édition Tecmo)
- 1990 : Captain Tsubasa Vol. II: Super Striker sur NES (développement et édition Tecmo)
- 1992 : Captain Tsubasa VS sur Game Boy (développement et édition Tecmo)
- 1992 : Captain Tsubasa 3 : Kōtei no Chōsen sur Super NES (développement et édition Tecmo. Le 17 juillet 1992)
- 1993 : Captain Tsubasa 4 : Pro no Rival Tachi sur Super NES (développement et édition Tecmo)
- 1994 : Captain Tsubasa  sur Mega CD (développement et édition Tecmo)
- 1994 : Captain Tsubasa 5 : Hasha no Shōgō Canpione sur Super NES (développement et édition Tecmo. Le 4 décembre 1994)
- 1995 : Captain Tsubasa J sur Game Boy (développement et édition Tecmo)
- 1995 : Captain Tsubasa J : The Way to World Youth sur Super NES (développement et édition Tecmo)
- 1996 : Captain Tsubasa J : Get In The Tomorrow sur PlayStation (éditeur Bandai)
- 2002 : Captain Tsubasa: Eikō no Kiseki sur Game Boy Advance (développement et édition Konami)
- 2002 : Captain Tsubasa: Aratanaru Densetsu Joshō sur PlayStation (développement et édition Konami. Le 16 mai 2002)
- 2002 : Captain Tsubasa: Ōgon Sedai no Chōsen sur GameCube (développement et édition Konami)
- 2003 : Captain Tsubasa Typing sur Windows (le 1er janvier 2003)
- 2006 : Captain Tsubasa sur PlayStation 2 (édition Bandai Namco Games)
- 2006 : Captain Tsubasa: Nankatsu vs. Toho sur téléphone mobile
- 2010 : Captain Tsubasa: New Kick Off sur Nintendo DS (développement et édition Konami)
- 2017 : Captain Tsubasa: Dream Team sur navigateur web, iOS et Android (développement et édition Klab Games. Sorti le 17 juin 2017 au Japon et en France le 5 décembre 2017)[8]
- 2018 : Captain Tsubasa ZERO: Miracle Shot : un jeu mobile (Android et IOS) basé sur l'animé de 2018. Sorti le 18 octobre 2018 au Japon puis dans le reste du monde le 12 septembre 2019.
- 2020 : Captain Tsubasa Plus (ou TSUBASA+) sur iOS et Android (développement et édition Miraire Inc)[9]
- 2020 : Captain Tsubasa: Rise of New Champions sur PlayStation 4, Nintendo Switch et Microsoft Windows (édité par Bandai Namco Entertainment et développé par Tamsoft)